# Marosi református egyházmegye

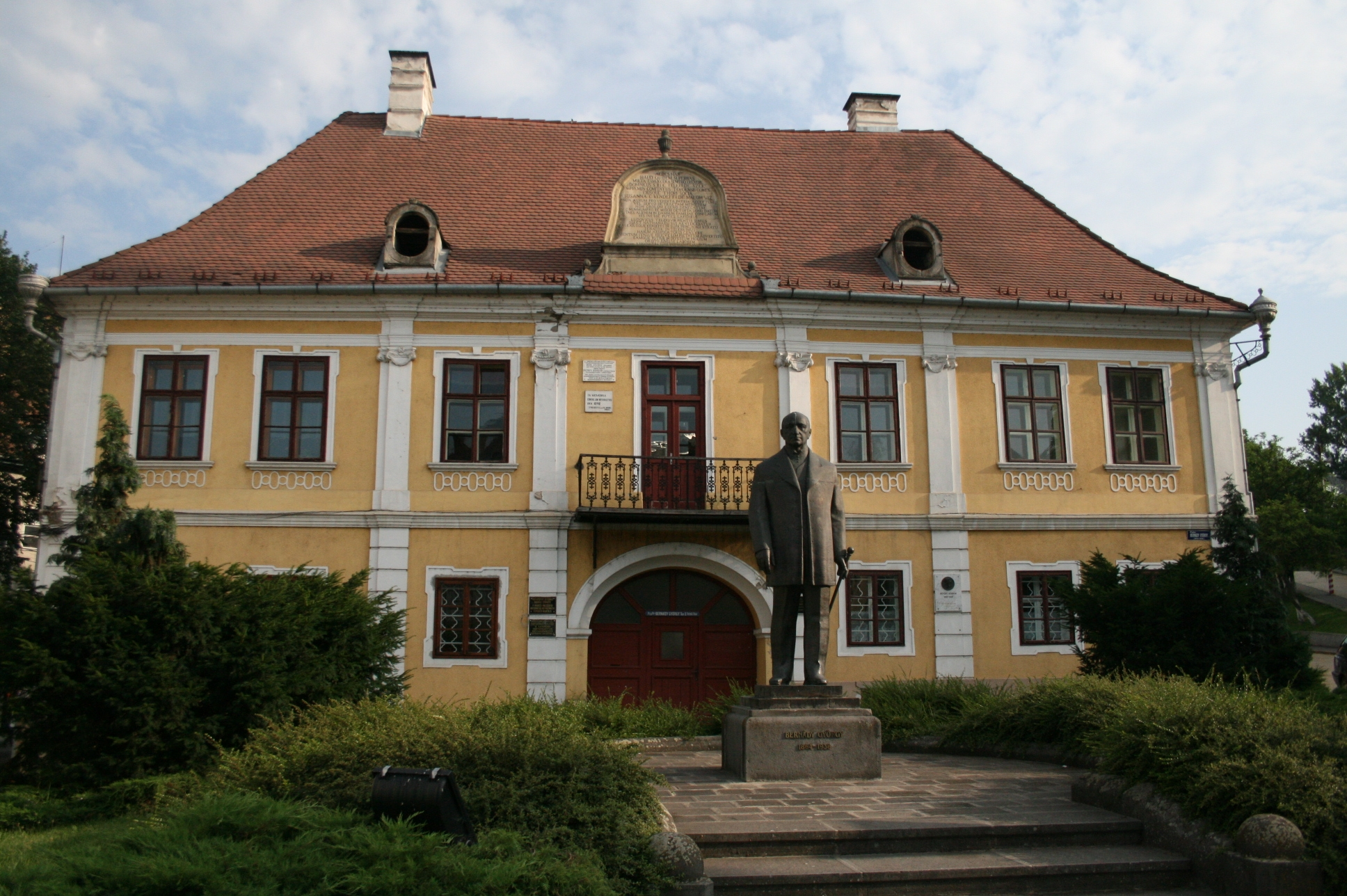
A marosi református egyházmegye esperesi hivatalának otthont adó Teleki-ház Marosvásárhelyen, a Bernády-téren. Ugyanitt található a Maros-mezőségi református egyházmegye esperesi hivatala és a Marosvásárhely-Vártemplom egyházközség lelkészi hivatala is

A Marosi Református Egyházmegye a Romániai Református Egyház erdélyi egyházkerületének egyik legnépesebb egyházmegyéje. 46 anyaegyházközséget foglal magába. Az egyházközségeken túl ide tartozik még a Bolyai Farkas Líceum és a vásárhelyi egyetemi lelkészség is. Az egyházmegye esperese Nt. Lőrincz János.

## Vezetőség[2]
- Esperes: Nt. Czirmay Csaba-Levente
- Főgondnok: Kali Ellák
- Gondnok: Bod Aladár

## Minősített egyházközségei[3]
- Ákosfalva
- Csittszentiván
- Dózsa György
- Harasztkerék
- Jedd
- Koronka
- Maroskeresztúr
- Marosludas
- Marosszentgyörgy
- Marosszentkirály
- Marosvásárhely-Alsóváros
- Marosvásárhely-Cserealja
- Marosvásárhely-Gecse utca
- Marosvásárhely-Kövesdomb
- Marosvásárhely-Tulipán utca
- Marosvásárhely-Vártemplom
- Mezőbergenye
- Mezőpanit
- Radnót
- Somosd
- Udvarfalva